# Велень (Педурень, Васлуй)
Велень, Велені (рум. Văleni) — село у повіті Васлуй в Румунії. Входить до складу комуни Педурень.
Село розташоване на відстані 284 км на північний схід від Бухареста, 26 км на схід від Васлуя, 72 км на південний схід від Ясс, 129 км на північ від Галаца.

## Населення
За даними перепису населення 2002 року у селі проживали 1344 особи, усі — румуни. Усі жителі села рідною мовою назвали румунську.